# 艾伊莎·奧瑪
艾伊莎·奧瑪（1981年10月12日—）是巴基斯坦女演員、模特兒、歌手及畫家。主要出現在巴基斯坦電影及電視連續劇。她在拉合爾的國家美術學院（National College of Arts, Lahore）畢業
奧瑪最知名的作品有從2009年一直播映的電視連續劇《Bulbulay》及2012年至2013年播放的《玫瑰人生》（Zindagi Gulzar Hai），飾演男主角的妹妹。此劇是巴基斯坦史上收視率最高的連續劇之一。她亦是一名歌手，其中一張專輯在2013年獲得Lux Style Awards最佳專輯獎項（此獎項被視為巴基斯坦的奥斯卡金像奖）。

## 外部連結
- 艾伊莎·奧瑪在互联网电影资料库（IMDb）上的資料（英文）
- 艾伊莎·奧瑪的Instagram帳戶